# Hauteville (Szwajcaria)
Hauteville (frp. Otavela, hist. Altenfüllen) – gmina (fr. commune; niem. Gemeinde) w Szwajcarii, w kantonie Fryburg, w okręgu Gruyère. Leży nad jeziorem Lac de la Gruyère.

## Demografia
W Hauteville mieszka 678 osób. W 2020 roku 14% populacji gminy stanowiły osoby urodzone poza Szwajcarią.

## Transport
Przez teren gminy przebiega droga główna nr 180. 